# Union de centre
Pour les articles homonymes, voir UDC et Union du centre.
Ne doit pas être confondu avec Union démocrate-chrétienne.
 (juillet 2018).
Si vous disposez d'ouvrages ou d'articles de référence ou si vous connaissez des sites web de qualité traitant du thème abordé ici, merci de compléter l'article en donnant les références utiles à sa vérifiabilité et en les liant à la section « Notes et références ».
L'Union de centre (en italien : Unione di Centro, UdC) est un parti politique italien de tradition chrétienne-démocrate.
Le parti est fondé en 2002 d'abord comme Union des démocrates chrétiens et démocrates de centre (Unione dei Democratici Cristiani e Democratici di Centro, abrégé usuellement UDC). Le 28 février 2008, cette UDC devient une des composantes de l’Union de centre (UdC), née d'abord comme coalition électorale. Fin 2016, les Centristes pour l'Europe qui en constituaient la plus grande part, s'en séparent pour fonder une nouvelle formation.
L'UDC se voulait l’héritière de la Démocratie chrétienne italienne — qui a éclaté lors de l'Opération Mains propres (mais, dans les faits, La Marguerite constitue une alliance démocrate-chrétienne de centre gauche, ayant un poids électoral plus important que l’UDC). Son premier dirigeant (« secrétaire politique ») est Marco Follini (ancien vice-président du Conseil des ministres dirigé par Silvio Berlusconi) jusqu’au 5 octobre 2005, date à laquelle il démissionne et est remplacé par Lorenzo Cesa. L’ancien président de la Chambre des députés, Pier Ferdinando Casini, en était également membre et son leader jusqu'en 2016.

## Historique

Ancien symbole de l'Union des démocrates chrétiens et du centre.

Le 14 février 2002, le groupe parlementaire « CCD-CDU Biancofiore » devient le groupe « UDC (CCD-CDU) ». Le sigle UDC signifie alors « Unione democratico-cristiana e di centro » (Union démocrate-chrétienne et de centre). Le 22 janvier 2003, le groupe parlementaire « UDC (CCD-CDU) » change de nouveau le nom en « UDC (Unione dei democratici cristiani e democratici di centro) ».
Le parti est fondé définitivement le 6 décembre 2002 avec la fusion du Centre chrétien-démocrate, des Chrétiens démocrates unis et de la Démocratie européenne.
Aux élections européennes de 2004 l'UDC a obtenu 1 917 775 votes (5,9 % des voix) et 5 députés (sur 78). Le mouvement faisait partie du Parti populaire européen au sein du Parlement européen. Les parlementaires européens élus furent Marco Follini (circonscription Nord-Ouest, 357 859 votes), Antonio De Poli (circonscription Nord-Est, 249 384 votes), Armando Dionisi (circonscription Centre, 360 982 votes), Lorenzo Cesa (circonscription Sud, 571 244 votes) et Salvatore Cuffaro (circonscription Îles, 373 901 votes).
Les meilleures régions sont dans l’ordre, le Molise 18,1 % ; la Sicile 14,2 % ; la Calabre 10,2 % ; le Latium 9,2 % ; les Abruzzes 8,4 % ; la Campanie 8,2 % ; les Pouilles 8,1 % ; la Sardaigne 6,2 % — aucune région du Nord ne dépasse 5 %, même la Vénétie réputée catholique, avec 4,9 %. À part la Vallée d'Aoste et le Trentin, la région qui vote le moins UDC est l’Émilie-Romagne (2,8 %), inexpugnable bastion historique de la gauche.
Le 15 avril 2005, l’ensemble des ministres et des secrétaires d’État de l’UDC ont quitté le gouvernement Silvio Berlusconi provoquant ce faisant la majeure crise gouvernementale depuis son installation et sa démission le 20 avril. Ils acceptent, dans un premier temps, de soutenir le gouvernement actuel, mais tout en restant en dehors de celui-ci. Certains sondages attribueraient à l’UDC entre 8 % et 12 % des voix lors d’une élection nationale. Dès le 23 avril 2005, malgré le départ confirmé de Marco Follini, en tant que vice-président du Conseil, trois ministres UDC reviennent dans le gouvernement Berlusconi bis : Bacini et Giovanardi (confirmés à leur poste), et surtout de Rocco Buttiglione qui devient ministre de la Culture (au lieu des Affaires européennes, sans portefeuille).
Outre Marco Follini, vice-président du Conseil, le gouvernement de Silvio Berlusconi II comptait trois autres ministres UDC (tous sans portefeuille, Relations avec le Parlement, Politique communautaire et Fonction publique) et six secrétaires d’État. Quant au Nouveau PSI de Gianni De Michelis, il y était représenté par un ministre délégué et un secrétaire d’État.
Si Follini a donc quitté le gouvernement en tant que vice-président du conseil, l’UDC continue d’être représentée dans le Berlusconi III (23 avril 2005), notamment par Rocco Buttiglione qui est promu à la Culture.
Aux élections de 2006, l’UDC obtient 6,8 % des voix à la Chambre et 39 députés. Aux élections sénatoriales, elle obtient 6,8 % des voix et 21 sénateurs.
Les 13 et 14 avril 2008, sous le nom d’Union de centre, autour de l'UDC et alliée à la Rose blanche, elle obtient 36 députés (5,5 %) et devient le 3e parti représenté au Parlement. En revanche elle n’obtient des sénateurs qu’en Sicile (au nombre de 3).
Lors des élections européennes de 2009, l'UdC obtient 1 996 953 voix (6,51 %) ce qui lui permet de conserver les cinq sièges de députés européens obtenus en 2004 (malgré la réduction du nombre total de députés). Un 6e siège lui est attribué une fois le traité de Lisbonne adopté et entré en vigueur.
Les médias français traduisent souvent son nom par erreur en « Union du centre » (ce qui donnerait en italien Unione del centro).
De plus en plus hostile au gouvernement Berlusconi IV, l'UdC pousse à la démission de ce dernier et appuie, avec le Parti démocrate, la candidature de Mario Monti, sénateur à vie sans étiquette, au sein d'un agenda Monti pour l'Italie. Lors des élections générales italiennes de 2013, en coalition avec Choix civique, il frise l'éviction du Parlement italien, en obtenant moins de 2 % des voix (608 000 voix, 1,8 %, huit députés) mais est rattrapé comme meilleur perdant. Après avoir quitté son alliance avec Choix civique, fin novembre 2013, il s'allie au sein de Pour l'Italie, puis lors de son congrès en février 2014, semble renoncer à constituer un pôle centriste pour s'allier après sept ans de séparation avec Forza Italia en réélisant de justesse Lorenzo Cesa comme secrétaire (qui bat de quatre voix Gianpiero D'Alia).
Pour les élections européennes de 2014, il se présente allié avec le Nouveau Centre droit et Populaires pour l'Italie : il n'obtient qu'un seul député, Lorenzo Cesa.
À la suite de l'échec du référendum de décembre 2016, Lorenzo Cesa de l'Union de centre annonce le départ de la coalition de l'UdC. Faisant suite à cette annonce, les députés de l'UdC, Paola Binetti, Giuseppe De Mita, Rocco Buttiglione et Angelo Cera ainsi que le sénateur Antonio De Poli laissent le groupe parlementaire de Area Popolare. Le sénateur Pier Ferdinando Casini et le député Gianpiero D'Alia, également de l'UdC et favorables à l'alliance avec le NCD, fondent alors un nouveau parti, Centristes pour l'Europe, restant avec le groupe Aire populaire.
Le 9 février 2017, les sénateurs suivants adhérent à l'UdC : Giuseppe Esposito, Giuseppe Ruvolo et Riccardo Conti.
Aux élections générales de 2018, l'UDC se présente sous l'étiquette du mouvement Nous avec l'Italie.